# Ketogen diet

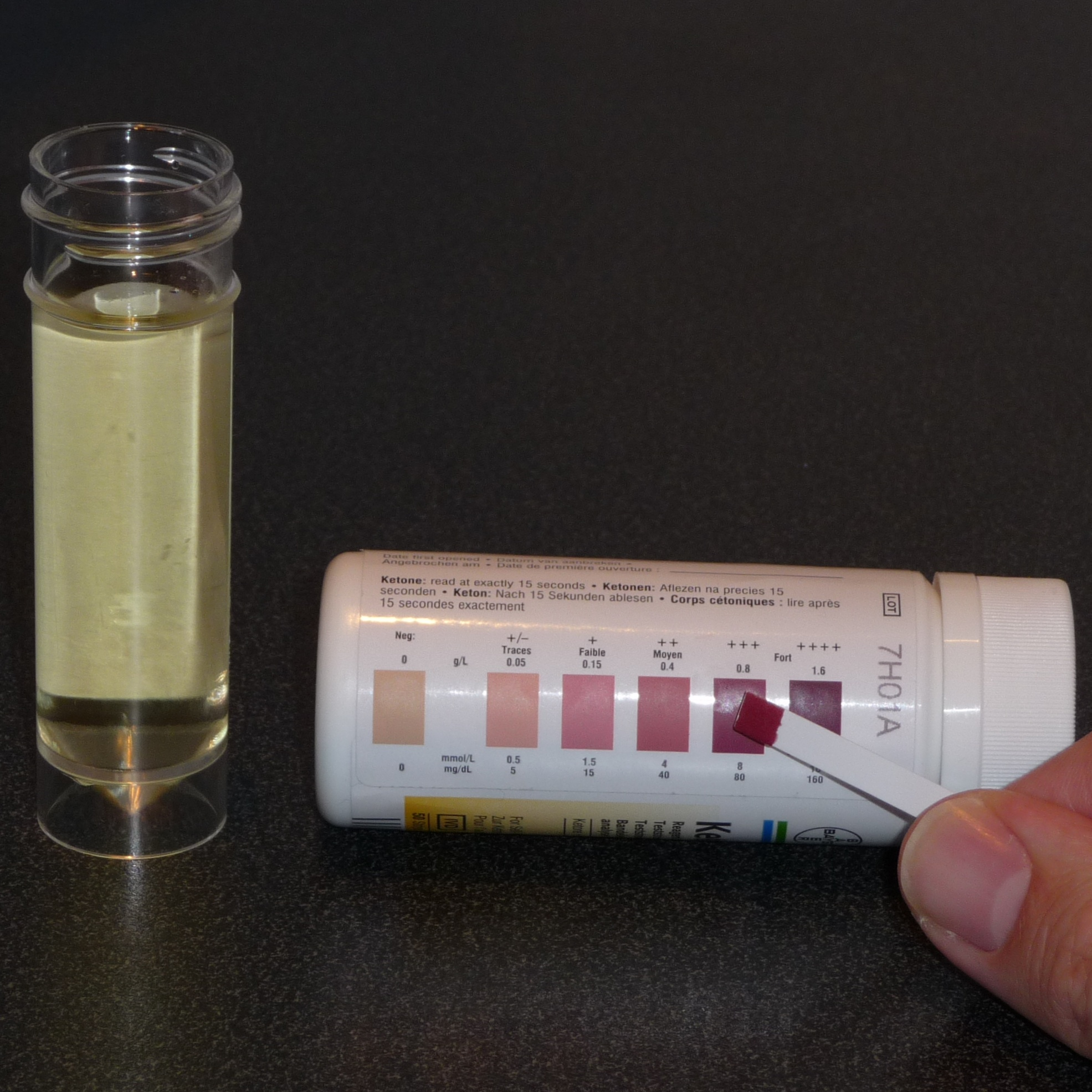
Vid svält och ketogen diet ökar mängden ketonkroppar i urinen, ett tillstånd som kallas ketonuri. Detta inträffar för att kroppen, i brist på glukos, hämtar energi från fettsyror. Vid ketogen diet utnyttjas detta fenomen, som kallas ketogenes.

Ketogena dieter (ungefär: 'ketonbildande kost') är en diet med mycket fett och lite kolhydrater, som syftar till att skapa (-genic) ketoner i kroppen, vilket inträffar när det inte finns tillräckligt med glukos i kroppen för dess energiförsörjning. En ketogen diet har typiskt förhållandet 4:1 i gram räknat mellan fett och kolhydrater, medan Atkinsdieten har 2:1. 
Ketogen diet användes allmänt för behandling av epilepsi innan antikonvulsiva läkemedel uppfanns. Idag används det effektivt till att behandla barn med läkemedelsresistent epilepsi, med måttligt starkt vetenskapligt underlag.
Ketogen diet har också, samman med andra lågkolhydratkoster, kontroversiellt utretts och använts för bantning. Svenska barnläkare varnar för att ge barn med diabetes ketogen diet som till exempel LCHF.

## Historia och effekt

### Epilepsi
Ketogen diet uppfanns på 1920-talet för att med kosthållning påverka aktiviteten på ketonkropparna i blodomloppet. Innan den ketogena dieten hade andra dieter använts för epilepsibehandling, i synnerhet fasta. Man antog att ketonkropparna var det verksamma i fastan, och försökte därför renodla dess effekt. Den ketogena dieten har typiskt ett förhållande av 4:1 mellan fett och kolhydrater, och därtill tillförs protein i varierande mängd; den klassiska ketogena dieten har förhållandet 4:1 mellan fett å ena sidan och protein och kolhydrater å andra. 1938 togs den första antikonvulsiva läkemedel fram, varefter behandling av epilepsi vanligen var farmakologiskt inriktad. För de fåtal - i synnerhet barn - som inte tål eller svarar på aktuella läkemedel kan emellertid dieter ännu användas. Vid kolhydratrestriktion använder vid energibehov levern fettsyror för att skapa ketonkroppar, beta-hydroxibutyrat (BHB) och acetoacetat, vilka förser celler med energi på ungefär samma sätt som glukos. 
Ketogen kost är en effektiv behandling med måttligt starkt vetenskapligt underlag för noggrant selekterade barn med läkemedelsresistent epilepsi. Den skattade kostnaden per kvalitetsjusterat levnadsår är hög, men osäkerheten i skattningen är hög.
När dieten uppfanns antogs ketos förhindra epileptiska anfall, men det är omtvistat om minskade mängder ketonkroppar i blodet och ketos i hjärnan orsakar epileptiska anfall hos människor. Det är möjligt att dieten påverkar den glutaminerga aktiviteten i hjärnan, aktiviteten på GABA, adenosintrifosfat (ATP), ATP-sensitiva kaliumkanaler (KATP), eller adenosinsignaleringen i centrala nervsystemet, men dieten kan möjligen ha sin huvudsakliga verkan genom att användningen av glukos minskar.

## Kostmängd och innehåll
Den vanliga ketogena dieten har förhållandet 4:1 mellan fett kontra kolhydrater och proteiner, vilket kan räknas i kilokalorier eller gram. Den totala mängden mat vid epilepsi (inte bantning) är per dygn vanligen 75-100 kilokalorier per kilogram kroppsvikt, varav 1-2 gram protein per kilogram kroppsvikt (en som väger 50 kg äter följaktligen 3750-5000 kilokalorier per dag varav 50-100 g protein). Somliga behöver mer protein eller kolhydrater än andra, då förhållandet kan ändras till 3:1. Fettet som används i ketogen diet är allt från smör till majonnäs, grädde och matolja. Dieten sätts in på sjukhus efter ett dygns fasta varunder hälsokontroll utförs. De som medicineras fortföljer medicineringen, men dieten åtföljs oavsett annan behandling av månatliga eller kvartalsvisa läkarundersökningar.

## Biverkningar
Djurförsök har visat ett samband mellan ketogen diet och högre nivåer kynurensyra i hjärnan samt förändrad aktivitet på dopamin. Vidare tycks ketogen diet påverka hjärnan på unga och äldre möss olika, vilket tycks bero på skillnader i blodsockrets omsättning (jämför tillväxthormon).
Ketogen diet har använts vid behandling av epilepsi hos barn och vuxna. Hos dessa barn har påvisats ett samband mellan ketogen diet och ökad förekomst av  uttorkning, hypoglykemi, kräkningar och diarré, bukspottkörtelinflammation, hyperurikemi, osteopeni, kardiomyopati,  magnesiumbrist och hyponatremi, och efter långvarig diet (över ett år) med njursten, återkommande infektioner, hyperurikemi, hypokalemi, acidos, och hyperkolesterolemi. I ett försök med patienter med epilepsi som behandlades med ketogen diet avled fyra, två av blodförgiftning, en av hjärtmuskelsjukdom, och en av lipoid pneumoni.